# REpower

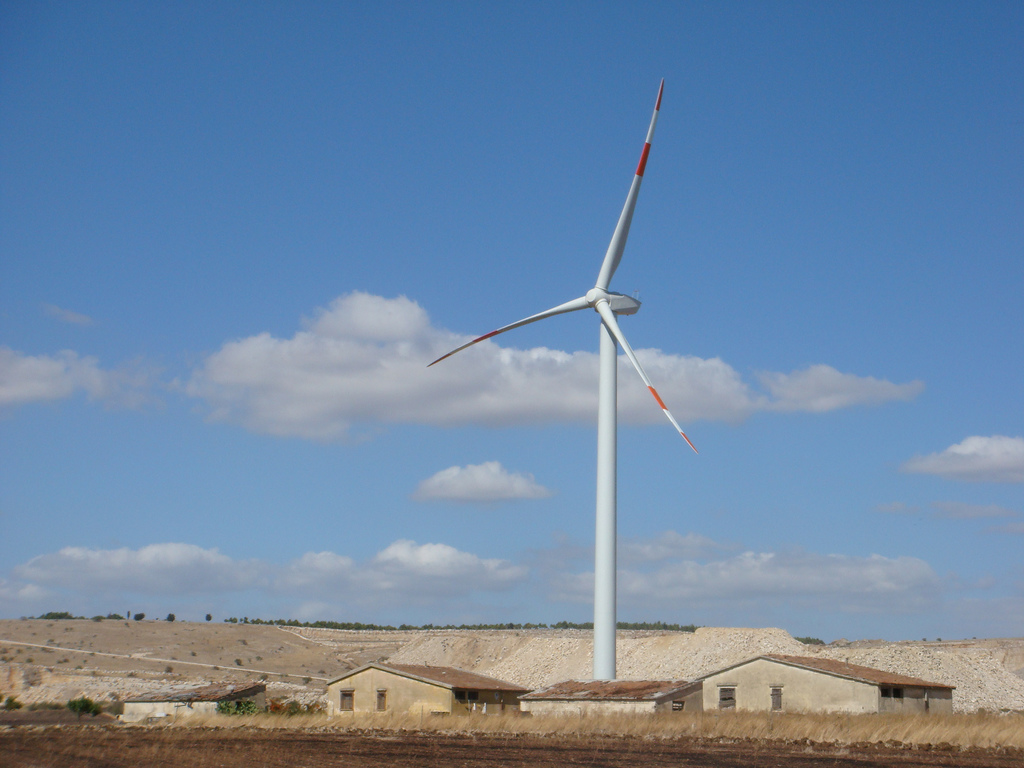
Aerogerador REpower MM82 em Minervino Murge, Itália

A REpower é uma empresa alemã que fabrica aerogeradores fundada em 2001. Em Portugal a subsidiária chama-se REpower Portugal. Foi aqduirida em Dezembro de 2009 pela Suzlon Energy Ltd.  Fabrica diversos aerogeradores com potência nominal entre os 2,0 e 6,15 megawatts. Lançou o modelo 5M em 2005.
O aerogerador de 1,5 MW modelo MD 70/77 é um dos que tiveram mais sucesso nesta gama de potências. Em 2002 a REpower renovou a gama 2 MW com os modelos MM 70/82/92, actualmente em produção.

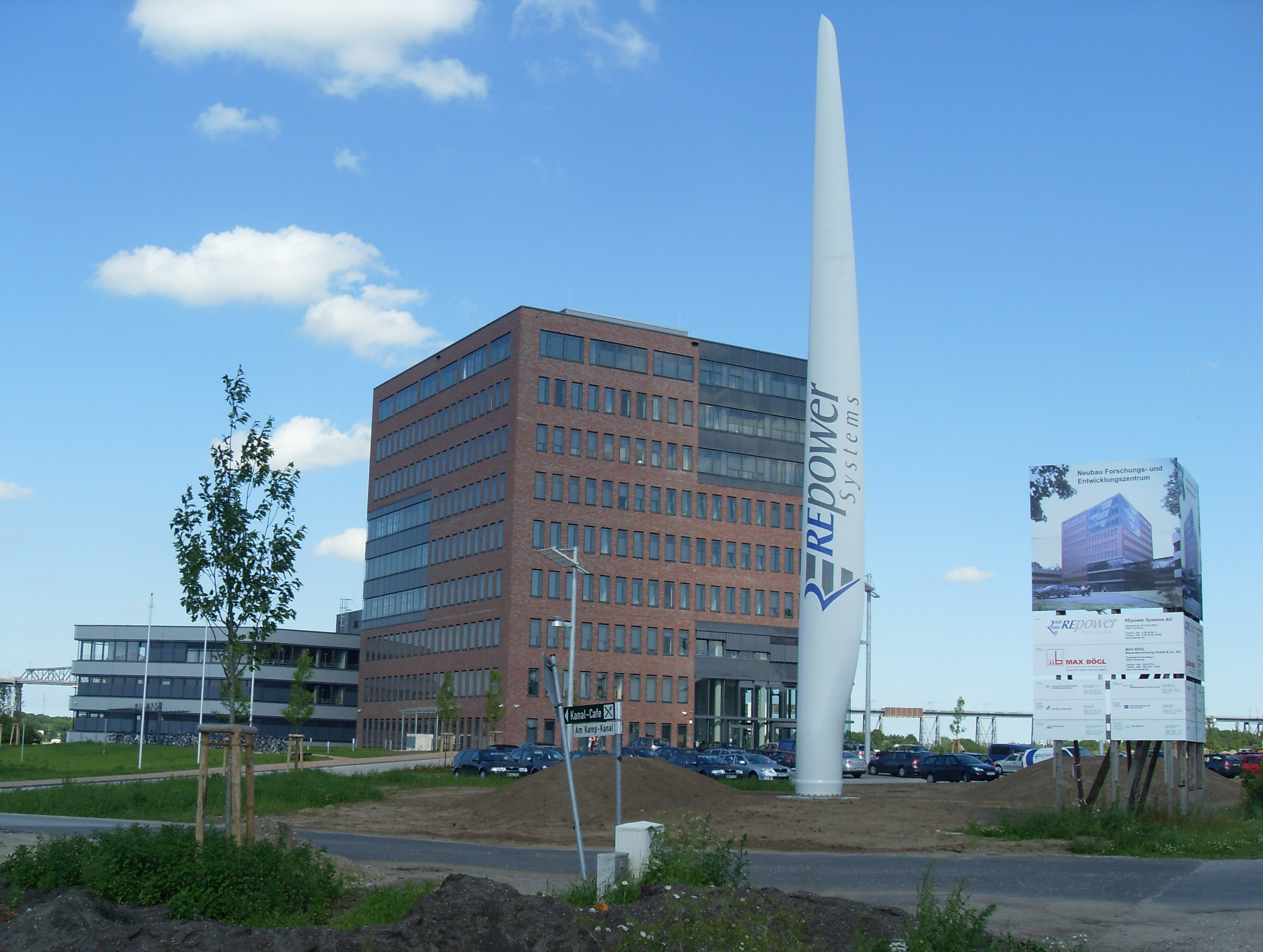
Centro de Investigação e Desenvolvimento em Osterrönfeld, Alemanha (Junho de 2010)
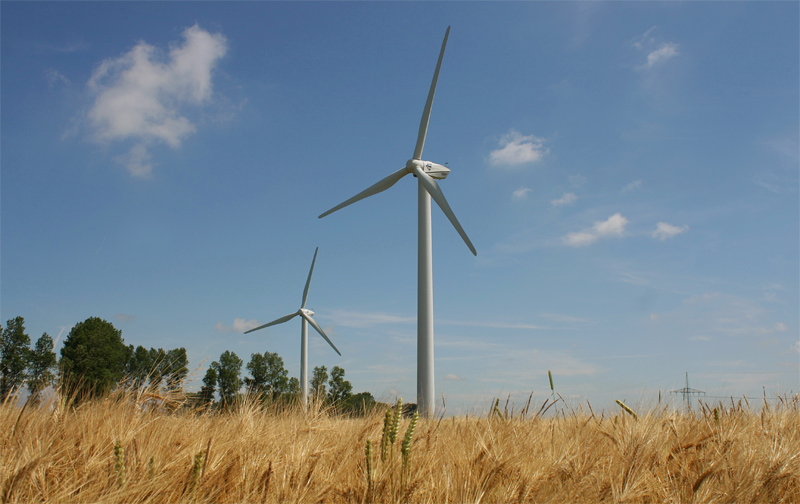
MD70 no parque eólico de St. Michaelisdonn
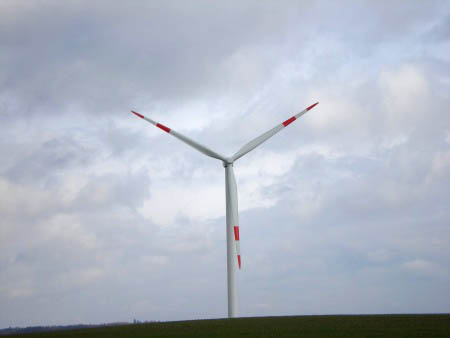
REpower MM92 em Frankenhardt-Honhardt (Alemanha, Baden-Württemberg)
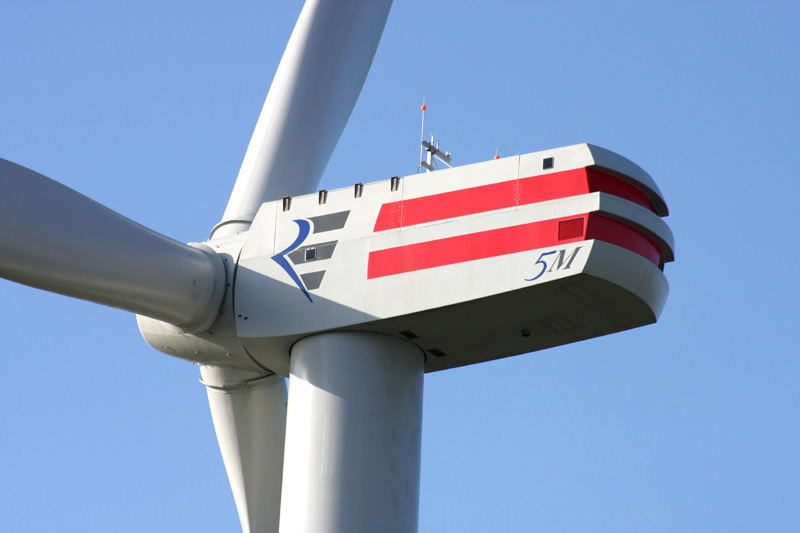
Repower 5M

## Ligações Externas
- «Sítio oficial»
- REpower clinches £1.7bn offshore wind turbine deal with RWE
- REpower Installs First Three 6-MW Turbines
- REpower Portugal
- REpower Portugal no Facebook